# 日本口腔ケア学会
一般社団法人 日本口腔ケア学会（にほんこうくうけあがっかい、The Japanese Society of Oral Care）とは、口腔ケア学を中心とした学問を取り扱う専門学術団体の一つである。

## 概要
1992年に設立された日本口腔ケア研究会が2004年に日本口腔ケア学会へと改組される。2018年現在、理事長は鈴木俊夫。会員6500名以上。

## 総会・学術大会
- 年1回（毎年4～5月）

## 本部事務局
- 〒464-8651　名古屋市千種区法王町2-5　G-10E

## 学会誌
- 『日本口腔ケア学会雑誌』（年3回）ISSN:1881-9141

## 専門認定
- 口腔ケア認定制度 1級～5級
- 口腔ケア指導者認定制度
- 口腔ケア師認定制度

## 関連事項
- 歯学／歯科／看護学
- 学会の一覧／研究会